# JR東西線
JR東西線（ジェイアールとうざいせん）は、大阪府大阪市城東区の京橋駅から兵庫県尼崎市の尼崎駅に至る鉄道路線である。第三種鉄道事業者の関西高速鉄道が線路などの鉄道施設を保有し、第二種鉄道事業者の西日本旅客鉄道（JR西日本）が旅客運送を行っている（幹線）。
「JR」の語を含む「JR東西線」が正式な路線名であり愛称でもある。JR西日本において、路線名の愛称にJRと付けられている事例はあるが、正式な路線名にJRが入るのはJR全社含めて当路線が唯一である。ただし、駅の発車標や車両の行先表示では字数の関係から「東西線経由」と表示される。
JR西日本では、関西本線（大和路線）のJR難波駅 - 今宮駅間に次ぐ地下路線として1997年（平成9年）3月8日に開業した。同社のアーバンネットワークの路線の一つとなっている。大阪市街地の地下を東西に横断し、起点の京橋駅で片町線（学研都市線）、終点の尼崎駅で東海道本線（JR神戸線）・福知山線（JR宝塚線）と接続し、これらの路線との直通運転が行われている。ラインカラーは桜桃色（■）であり、選定理由は「沿線に造幣局・大阪城公園などの桜の名所を持つイメージ」とされている。路線記号は H 。
全線が旅客営業規則の定める大都市近郊区間の「大阪近郊区間」および、電車特定区間に含まれている。また、IC乗車カード「ICOCA」のエリアに含まれている。

## 路線データ
- 管轄（事業種別）：西日本旅客鉄道（第二種鉄道事業者）・関西高速鉄道（第三種鉄道事業者）
- 路線距離（営業キロ）：12.5km
- 軌間：1067mm
- 駅数：9（起終点駅含む）
  - JR東西線所属駅に限定した場合、大阪環状線所属の京橋駅と東海道本線所属の尼崎駅[7]が除外され、7駅となる。
- 複線区間：全線
- 電化区間：全線（直流1500V）
- 閉塞方式：自動閉塞式
- 保安装置：ATS-P（全線P[2]）
- 最高速度：90km/h
- 運転指令所：大阪総合指令所
- 列車運行管理システム：JR宝塚・JR東西・学研都市線運行管理システム
- 建設主体：日本鉄道建設公団（現 独立行政法人 鉄道建設・運輸施設整備支援機構）
- IC乗車カード対応区間：
  - ICOCAエリア：全線（全線PiTaPaポストペイサービス対象区間）
- 2020年度の混雑率：73%（大阪天満宮→北新地 7:30-8:30）[8]

全区間をJR西日本近畿統括本部が管轄している。尼崎側の関西高速鉄道・JR西日本の施設上の境界は下神崎川橋梁の京橋方（東海道本線との並走区間に入る地点）に設置されている。

## 沿線概況
京橋駅を出ると、上下線間には片町線（学研都市線）の列車が折り返す引上線がある。また、京橋を出ると右にかつて片町駅に行くための線路跡が見える。この引上線の分岐部から地下に向けて下り勾配を進むと、大阪城北詰駅に着く。ここから加島駅の先までは地下区間で、架線には剛体架線が採用されているため、離線対策として同線を運行する車両でパンタグラフが付いた車両では京橋駅（下り）または尼崎駅（上り）にて停車中に下ろしていたパンタグラフを全て上げて運行する（逆にJR東西線の区間を抜けた列車は尼崎駅または京橋駅で半数のパンタグラフを下ろして運行を継続）。
JR東西線の各駅は下り（尼崎方面）のホームを1番のりばとしている。地下区間の駅はすべて島式ホーム1面2線の地下駅（駅によりホーム幅は異なる）となっており、絶対信号機のある停車場となっている。また、既にある地下鉄・地下街・淀川の下部を通るため、JR西日本管内でも上位級の急勾配が続き、当線の北新地駅は同社の駅で最深度（標高-23.95 m）に位置している。
大阪城北詰駅を出ると、大川（旧淀川）の下を通って国道1号の地下を、北新地駅付近からは国道2号の地下を御幣島駅まで走る。大阪天満宮駅・北新地駅では可動式ホーム柵（ホームドア）が設置されている。海老江駅 - 御幣島間で淀川の下部を通る。淀川を横切る鉄道路線はすべて橋を架けて渡っていたが、JR東西線は初めて水底トンネルで渡る路線となった。
加島駅を発車すると地上に出る。ここからは上下線とも東海道本線（JR神戸線・JR宝塚線）の内側線・外側線の間を走行するが、これはもともと東海道本線の外側線として使用されていた線路をJR東西線に転用し、その外側に東海道本線の外側線が増設されたためである。神崎川を渡ると尼崎駅に到着する。

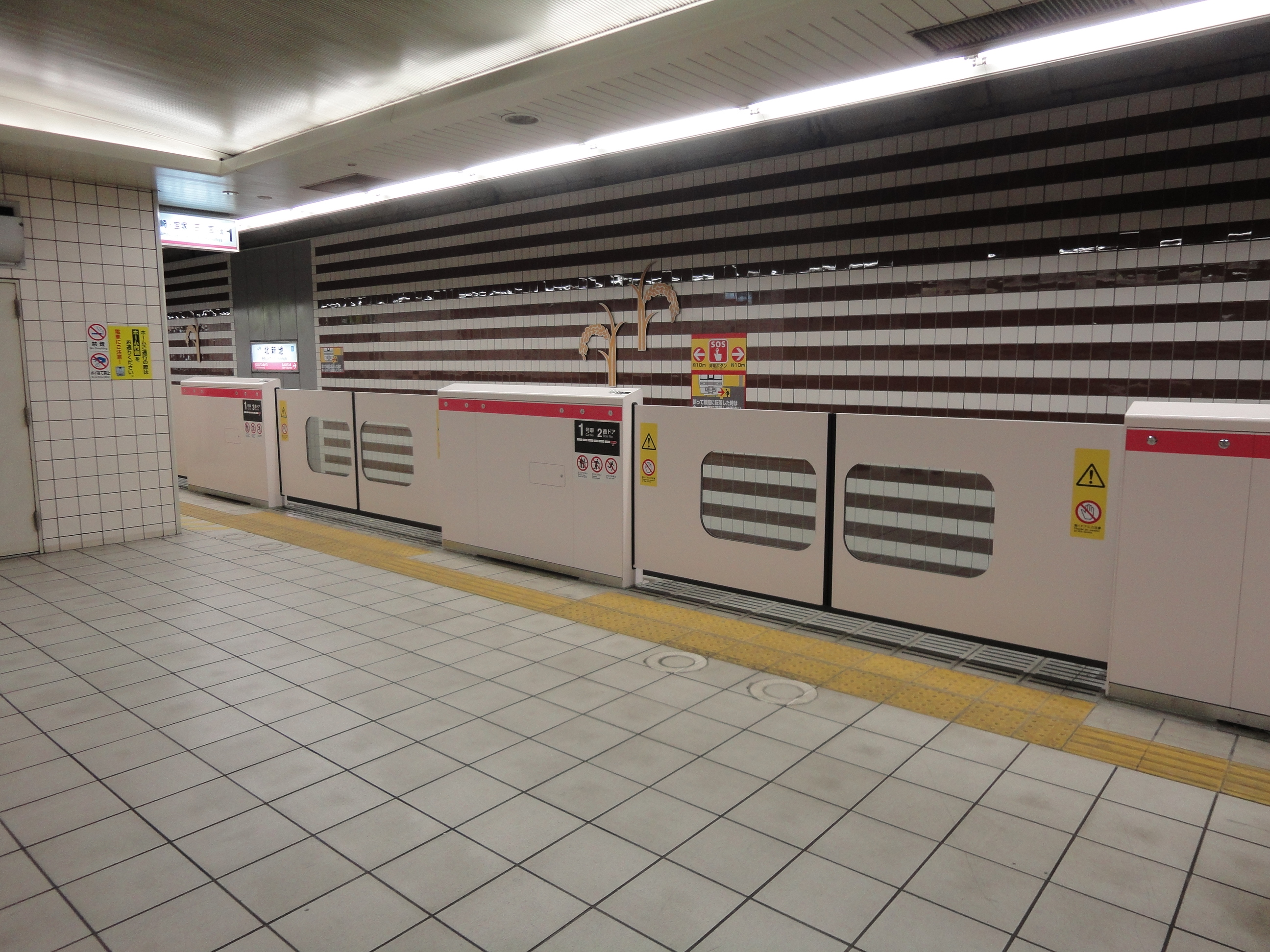
北新地駅に設置されたホームドア。
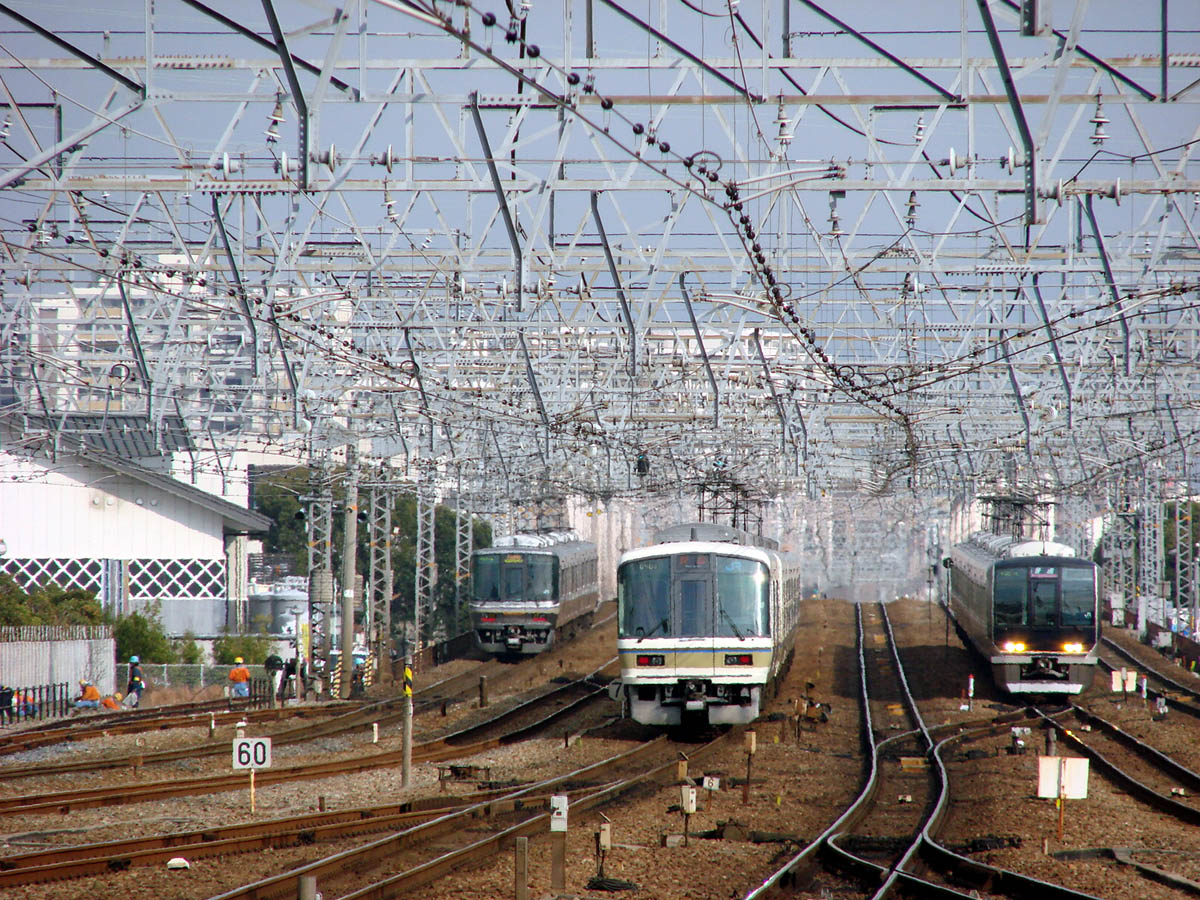
東海道本線との並走区間（加島 - 尼崎間）。

## 運行形態

### 定期列車
すべての列車が京橋駅から学研都市線（片町線）に直通し、一部をのぞいて尼崎駅からJR宝塚線（福知山線）宝塚・新三田方面およびJR神戸線（東海道・山陽本線）西明石方面と直通運転している。このため、学研都市線とJR東西線はほぼ一体の運行形態となっている。
運行されている列車種別は普通と快速・区間快速があるが、JR東西線内では全列車が各駅に停車する。区間快速は、学研都市線から直通する列車（日中時間帯の塚口行きは除く）については、京橋駅で種別を普通に変更して運転するため、JR東西線区間で日中以外はJR神戸線・宝塚線からおよび尼崎発で京橋・四条畷方面へ向かう列車のみが運転されている。なお、JR神戸線・宝塚線区間では普通・快速での運行となる。
尼崎方面行きの列車は、尼崎・塚口止まりを除き、京橋駅からJR宝塚線・JR神戸線内の種別を案内し、京橋・四条畷方面行きの列車は、尼崎駅から学研都市線内の種別を案内する。尼崎駅では快速・区間快速はJR神戸線方面の快速と対面接続、普通はJR神戸線方面の新快速と階段接続、JR宝塚線方面の普通と対面接続を行う。
平日朝ラッシュ時は運行本数が多く、JR神戸線方面からの普通のほか、JR宝塚線からの快速・普通が入る。尼崎駅からは大半がJR宝塚線に直通する。
日中時間帯は1時間に8本運行されている。この時間帯は普通がJR神戸線直通、区間快速が塚口駅発着で運行されている。朝晩には尼崎駅を始発および終点とする列車が設定されているが、JR東西線から京橋駅で折り返す列車はない。尼崎駅ではJR東西線部分に引き上げ線がないため、塚口駅発着または回送として塚口駅・新三田駅まで運行されている。
2008年3月15日から2019年3月15日まで毎日朝夕に、奈良駅 - 尼崎駅間でおおさか東線・関西本線（大和路線）を経由して直通快速が運転されていた。JR東西線内では他の快速と同様に各駅に停車し、尼崎駅では、JR神戸線・JR宝塚線の列車と同一ホームで乗り換えができた。2019年3月16日のおおさか東線全線開業に伴い、学研都市線・JR東西線の放出駅 - 尼崎駅間での運行を終了し、奈良駅 - 新大阪駅間の運転に変更された。

### 大晦日臨時列車
開業以来、大晦日深夜から元旦にかけて、JR東西線では全線において普通のみ臨時列車を増発して終夜運転を実施してきた。運転区間は、直通する学研都市線とJR宝塚線とを通して運行されてきたが、徐々に区間が縮小され、2018年度の時点では運転区間は学研都市線四条畷駅 - JR宝塚線宝塚駅間において普通のみ約30〜60分間隔で実施されたに留まった。2019年度は更に、学研都市線四条畷駅 - 尼崎駅間（JR宝塚線区間は中止）において普通のみ約30分間隔かつ午前3時頃までの運行に縮小され、終夜運転ではなくなった。
なお2020 - 2021年の大晦日から元旦においても、当初は1月1日0時過ぎから3時ごろにかけて臨時列車を30分間隔で延長運転を実施すると発表していたが、新型コロナウイルス感染症（COVID-19）拡大のため、延長運転自体が取りやめられた。

### 女性専用車
207系の木津側から3両目と321系の5号車には、平日・休日にかかわらず毎日、始発から終電まで女性専用車が設定されている。乗車位置には女性専用車の案内が表示されている。なお、ダイヤが乱れた際は女性専用車の設定が解除されることがある。
JR東西線では2002年12月2日から女性専用車を導入し、始発から9時00分と17時00分から21時00分まで設定されていたが、2011年4月18日からは平日・休日にかかわらず毎日、始発から終電まで女性専用車が設定されるようになった。

## 使用車両
JR東西線は架線に剛体架線を使用しているため、電動車にパンタグラフを2基装備した電車が乗り入れる。2基使用するのはJR東西線内のみで、他の線区では京都・木津寄りの1基は下降している。パンタグラフの昇降は京橋駅・尼崎駅で行う。現在、JR東西線で定期運用されているのは4扉ロングシートの通勤型車両207系・321系（いずれも網干総合車両所明石支所の所属）である。
なお、2008年3月15日から2011年3月11日まで、おおさか東線経由の尼崎駅 - 奈良駅間の直通快速には宮原総合運転所（現：網干総合車両所宮原支所）の223系6000番台が使用されていたが、ホームドア設置に伴い車両ドア数を統一するため、4扉車両での運転となった。

## 乗車制度
JR東西線に係わる旅客営業規則に定められた乗車制度の特例は次のものがある。

### 他経路乗車の特例

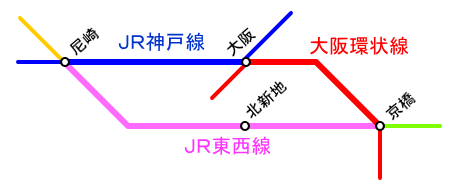
尼崎駅 - 京橋駅間相関図

旅客の利便性向上のため、大阪駅・北新地駅発着または経由の定期券・回数券については、次の通り他経路乗車が認められている（他経路区間での乗降はできない）。また、この制度を利用して乗り越しをした場合、乗客に有利な扱いを行っている。
| 原券記載の経路                | 乗車できる他経路    |
| ----------------------------- | ------------------- |
| 尼崎駅 - 大阪駅間を含む区間   | 尼崎駅 - 北新地駅間 |
| 尼崎駅 - 北新地駅間を含む区間 | 尼崎駅 - 大阪駅間   |
| 大阪駅 - 京橋駅間を含む区間   | 北新地駅 - 京橋駅間 |
| 北新地駅 - 京橋駅間を含む区間 | 大阪駅 - 京橋駅間   |

- （例1）「芦屋駅 - 北新地駅」の定期券の場合、大阪駅でも乗降できる。この定期券で新大阪駅で下車する場合、「北新地駅 - 新大阪駅」の運賃240円ではなく、「大阪駅 - 新大阪駅」の運賃180円を支払う。
- （例2）「芦屋駅 - 高槻駅」の定期券の場合、北新地駅でも乗降できる。この定期券で大阪天満宮駅で下車する場合、「大阪駅 - 大阪天満宮駅」の運賃200円ではなく、「北新地駅 - 大阪天満宮駅」の運賃150円を支払う。

なお、「尼崎駅 - 大阪駅」の定期券で尼崎駅から乗車し、北新地駅の手前の新福島駅で下車した場合は、この特例の対象とはならず定期券区間外となる「尼崎駅 - 新福島駅」の運賃200円を支払う。

### 大阪市内発着の乗車券に対する特例
大阪市内発着となる乗車券については、次のような特例が認められている。

#### 大阪駅・北新地駅での乗り換え一時出場
大阪市内発着の乗車券では、大阪市内駅で下車すると本来は前途無効になるが、大阪駅と北新地駅のあいだを当日中に徒歩連絡する場合に限り、改札を出て乗り継ぐことができる。
- （例）東京駅（東京都区内） - 【東海道新幹線】 - 新大阪駅 - 【JR京都線】 - 大阪駅 … 徒歩連絡 … 北新地駅 - 【JR東西線・学研都市線】 - 放出駅（大阪市内東端）

#### 市外乗車の特例
大阪市内発着の乗車券は、尼崎駅（大阪市外）で途中下車しない限り、加島駅 - 尼崎駅 - 塚本駅間を乗車できる。
- （例）東京駅（東京都区内） - 【東海道新幹線】 - 新大阪駅 - 【JR京都線・神戸線】 - 尼崎駅 - 【JR東西線】 - 加島駅（大阪市内）。

通常、特定都区市内の適用は強制（途中下車を目的とした適用除外は不可）であるが、特定都区市内を通過し外を経てから再びその都市内に戻る場合は適用除外となる（旅客営業規則86条）。本特例は尼崎駅を経由することを事実上「外を経て」いないものとみなすものであるが、旅客営業規則に規定がないため、原則通り経路指定単駅発着の乗車券を購入することで尼崎駅および経路上の大阪市内各駅で途中下車することも可能である。

#### 尼崎以遠への乗り越し精算
大阪市内着の乗車券で尼崎駅以遠（尼崎駅を含め、三ノ宮駅または宝塚駅方面）に乗り越した場合、乗車経路にかかわらず加島駅から乗り越したものとして精算する。
- （例）「東京都区内⇒大阪市内」の乗車券で、東京駅（東京都区内） - 【東海道新幹線】 - 新大阪駅 - 【JR京都線】 - 大阪駅 - 【JR神戸線】 - 西宮駅と乗車した場合、乗り越し運賃は「加島 - 尼崎 - 西宮」（営業キロ 9.9km）で計算した200円となる。「塚本 - 尼崎 - 西宮」（営業キロ12.0km）の240円ではない。

#### 尼崎以遠発着の乗車券の併用
尼崎以遠（尼崎駅を含め、三ノ宮駅または宝塚駅方面）の発駅から加島着の乗車券及び、大阪市内発の乗車券を併用する乗客は、別途運賃を支払うことなく、当該発駅から最終の着駅まで乗車できる。逆に、大阪市内着の乗車券及び、加島発尼崎以遠着の乗車券を併用する場合も、同様である。
- （例）「西宮⇒加島（200円区間）」及び「大阪市内⇒東京都区内」の乗車券を併用して、西宮駅 - 【JR神戸線】 - 大阪駅 - 【JR京都線】 - 新大阪駅 - 【東海道新幹線】 -東京駅（東京都区内）の経路で乗車できる。逆経路でも同様。

## 建設の経緯
沿線の都市化が進んでいた片町線と福知山線を地下線で結ぶ片福連絡線として計画され、1971年（昭和46年）の都市交通審議会答申第13号で「新設すべき路線のうち緊急に実施すべき区間」とされたが着工されず、1981年に日本国有鉄道法53条第4号により「大阪環状線京橋 - 大阪間、東海道本線大阪 - 尼崎間線路増設（京橋 - 尼崎間に1複線増線する）」として当時の運輸省から認可を受けたが、財政難から着工は見送られた。国鉄分割民営化後、片福連絡線の免許はJR西日本に承継された。
JR西日本単独での建設は困難なため、1988年に鉄道施設の建設・保有を行う第三セクター会社の関西高速鉄道が設立され、JR西日本が鉄道施設の貸付を受けて列車の運行を行うことになった。1989年には「（前略）片町線と福知山線を相互直通運転で（神戸三田国際公園都市と関西文化学術研究都市を）結ぶことによって、東西方向の都心貫通型広域鉄道幹線を形成するために必要な路線、大阪環状線の混雑緩和にも資する路線」として再度位置づけられ、この年ようやく着工された。
当初は1995年春に開業予定だったが、海老江付近で出水事故が発生したため開業が2年遅れた。駅名は、開業後すべて建設中の仮称と異なる駅名が採用された（建設時の仮称は、大阪城北詰駅：片町駅、大阪天満宮駅：南森町駅、北新地駅：桜橋駅、新福島駅：福島駅、海老江駅：野田阪神駅、御幣島駅：歌島橋駅、加島駅：竹島駅）。

### ルートの選定
1980年に、1978年に発足した「片福連絡線調査委員会」がまとめた中間報告書によると、ルート案は以下の通り3つ挙げられた。いずれのルート案も京橋駅から北新地駅を過ぎて阪神高速道路と交差する付近までは同じである。
- A案：国道2号を尼崎市内まで進み、阪神電気鉄道（阪神）大物駅の北方付近から北上して東海道本線（JR神戸線）と交差したあと、福知山線（JR宝塚線）とつなぐルート（JR神戸線とは連絡しない）[注釈 6]。
- B案：阪神高速11号池田線（当時は空港線）沿いに進み、淀川の手前で地上に出て尼崎駅まで東海道本線（JR神戸線）と並走するルート
- C案：歌島橋交差点まで国道2号を進み、そこから北上して淀川を越えて神崎川の手前で東海道本線（JR神戸線）と並走して尼崎駅に至るルート

A案は阪神野田駅・地下鉄野田阪神駅と接続し、地下鉄路線網の空白地帯である西淀川区における鉄道サービス強化と大阪市交通局（当時）のバスターミナルの統合といった交通網の再編や沿線開発の点で優位であり、B案は淀川以西で東海道本線との直通運転が可能であることと、既存の国鉄用地を最大限活用することで用地買収と建設が比較的容易になる点が優位とされた。C案は両者の折衷案であるが、東海道本線との合流地点（加島駅付近）には工場など支障物が多数存在する。最終的にはA・B案双方のメリットを享受でき建設費も両案の中間的なものであるC案が推進されることとなった。
しかしその後は国鉄の財政赤字のために長期にわたって建設の目処がたたず、建設費をさらに削減するため大阪駅西方で東海道本線に乗り入れる案や、三線軌条として阪神・京阪の直通運転も行う案まで検討された。
尼崎駅構内の配線は当初、4面7線の構造で福知山線（JR宝塚線）の取り付け部を変更せず、JR東西線を上下内外側線の間から方向別に取り付ける形で計画されていたが、宝塚方面・JR東西線の直通運転を行う場合、外側線を横断して平面交差することから順方向のほとんどで同一ホームで乗り換えができるように構内配線を変更して、現在の配線に決定した。

## 歴史
- 1988年（昭和63年）
  - 5月25日：関西高速鉄道が設立。
  - 10月28日：片福連絡線の第二種鉄道事業免許取得。
- 1989年（平成元年）11月11日：着工[25][26]。
- 1996年（平成8年）
  - 5月16日：正式名称がJR東西線に決定[27]。
  - 9月25日：レール締結式挙行[28]。
  - 10月20日：大阪城北詰駅 → 大阪天満宮駅間でJR東西線トンネルウォークが実施される[29]。
  - 11月7日：JR西日本が入線試験実施[30]。
  - 12月4日：試運転開始[31]。
- 1997年（平成9年）3月8日：京橋駅 - 尼崎駅間開業[1]。片町線の京橋駅 - 片町駅間は京橋駅 - 大阪城北詰駅間に代替されて廃止。ただし片町駅までの定期券などは、京橋駅 - 大阪城北詰駅間を利用できる乗車券としては継承されなかった。同時にJスルーを導入[32]。
- 2002年（平成14年） 12月2日：女性専用車が導入される[16][17]。
- 2008年（平成20年）3月15日：おおさか東線（この日開業）・片町線（学研都市線）・JR東西線経由で関西本線（大和路線）奈良駅 - 尼崎駅間に直通快速が運転開始。
- 2010年（平成22年）12月1日：組織改正により、大阪支社の管轄から近畿統括本部の管轄に変更[33]。
- 2011年（平成23年）
  - 3月8日：JR宝塚・JR東西・学研都市線運行管理システムが導入される[34]。
  - 3月27日：北新地駅でJR西日本の在来線で初めて可動式ホーム柵（ホームドア）の使用を開始[35]。
  - 4月18日：女性専用車が毎日、終日設定される[18]。
- 2012年（平成24年）3月28日：大阪天満宮駅で可動式ホーム柵の使用を開始。
- 2015年（平成27年）7月31日：京橋駅 - 尼崎駅間の地下線内で携帯電話通信サービスが開始される[36]。
- 2018年（平成30年）3月17日：各駅に駅ナンバーが導入され、使用を開始する。
- 2019年（平成31年）3月15日：おおさか東線全通に伴い、この日限りで直通快速の乗り入れを終了。

## 駅一覧
地下線区間である大阪城北詰駅 - 加島駅の各駅では、駅ごとに当地の歴史や地理を反映したシンボルが定められており、ホームの壁面に掲出されている。
- 全列車当線内は全駅に停車
- 阪：特定都区市内制度における「大阪市内」エリアの駅
- 駅ナンバーは2018年3月より導入[37]。

| 駅ナンバー | 駅名            | 営業キロ | 営業キロ | 接続路線 | シンボル | 所在地        | 所在地        |
| 駅ナンバー | 駅名            | 駅間     | 累計     | 接続路線 | シンボル | 所在地        | 所在地        |
| ---------- | --------------- | -------- | -------- | --- | -------- | ------------- | ------------- |
| JR-H41     | 京橋駅 阪       | -        | 0.0      | 西日本旅客鉄道： 片町線（学研都市線）（最長 関西本線（大和路線）奈良駅まで直通運転）・ 大阪環状線 (JR-O08) 京阪電気鉄道： 京阪本線 (KH04) 大阪市高速電気軌道： 長堀鶴見緑地線 (N22) | -        | 大阪府大阪市  | 城東区        |
| JR-H42     | 大阪城北詰駅 阪 | 0.9      | 0.9      | | 瓢箪     | 大阪府大阪市  | 都島区        |
| JR-H43     | 大阪天満宮駅 阪 | 1.3      | 2.2      | 大阪市高速電気軌道： 谷町線・ 堺筋線 (南森町駅：T21・K13) | 梅       | 大阪府大阪市  | 北区          |
| JR-H44     | 北新地駅 阪     | 1.4      | 3.6      | 西日本旅客鉄道： 東海道本線（JR京都線・JR神戸線）・ 福知山線（JR宝塚線）・ 大阪環状線・ おおさか東線・東海道本線貨物支線（梅田貨物線）(大阪駅：JR-A47・JR-G47・JR-O11・JR-F01) 大阪市高速電気軌道： 御堂筋線 (梅田駅：M16)・ 谷町線 (東梅田駅：T20)・ 四つ橋線 (西梅田駅：Y11) 阪神電気鉄道： 本線 (大阪梅田駅：HS 01) 阪急電鉄： 神戸本線・ 宝塚本線・ 京都本線 (大阪梅田駅：HK-01) | 稲穂     | 大阪府大阪市  | 北区          |
| JR-H45     | 新福島駅 阪     | 1.2      | 4.8      | 西日本旅客鉄道： 大阪環状線 (福島駅：JR-O12) 阪神電気鉄道： 本線 (福島駅：HS 02) | 逆櫓の松 | 大阪府大阪市  | 福島区        |
| JR-H46     | 海老江駅 阪     | 1.2      | 6.0      | 阪神電気鉄道： 本線 (野田駅：HS 03) 大阪市高速電気軌道： 千日前線 (野田阪神駅：S11) | 野田藤   | 大阪府大阪市  | 福島区        |
| JR-H47     | 御幣島駅 阪     | 2.6      | 8.6      | | 渡し船   | 大阪府大阪市  | 西淀川区      |
| JR-H48     | 加島駅 阪       | 1.7      | 10.3     | | 青海波   | 大阪府大阪市  | 淀川区        |
| JR-H49     | 尼崎駅          | 2.2      | 12.5     | 西日本旅客鉄道： 東海道本線（JR神戸線: JR-A49）（山陽本線西明石駅まで直通運転）・ 福知山線 (JR宝塚線：JR-G49)（篠山口駅まで直通運転）・東海道本線貨物支線（北方貨物線） | -        | 兵庫県 尼崎市 | 兵庫県 尼崎市 |

1. ↑  福知山線の正式な起点は尼崎駅だが、運転系統としての「JR宝塚線」は東海道本線（JR神戸線）経由で大阪駅に乗り入れる。
2. ↑  おおさか東線の正式な起点は新大阪駅だが、運転系統としての「おおさか東線」は東海道本線貨物支線（梅田貨物線）経由で大阪駅に乗り入れる。
3. ↑  北新地駅と大阪駅の間は徒歩連絡の特例がある（#乗車制度を参照）。
4. ↑  京都本線の正式な起点は十三駅だが、運転系統上の「京都本線」は宝塚本線経由で大阪梅田駅に乗り入れる。

大阪城北詰駅・新福島駅・海老江駅・加島駅は、株式会社JR西日本交通サービスによる業務委託駅となっており、それ以外の駅がJR西日本直営駅である。

## 平均通過人員
各年度の平均通過人員（人/日）は以下のとおりである。
| 年度                   | 平均通過人員（人/日） | 出典   |
| 年度                   | 京橋 - 尼崎           | 出典   |
| ---------------------- | --------------------- | ------ |
| 2013年度（平成25年度） | 118,635               | [ 39 ] |
| 2014年度（平成26年度） | 118,966               | [ 40 ] |
| 2015年度（平成27年度） | 120,850               | [ 41 ] |
| 2016年度（平成28年度） | 121,525               | [ 42 ] |
| 2017年度（平成29年度） | 123,219               | [ 43 ] |
| 2018年度（平成30年度） | 124,545               | [ 44 ] |
| 2019年度（令和元年度） | 125,493               | [ 45 ] |
| 2020年度（令和02年度） | 99,933                | [ 46 ] |
| 2021年度（令和03年度） | 100,094               | [ 47 ] |
| 2022年度（令和04年度） | 107,631               | [ 48 ] |
| 2023年度（令和05年度） | 111,558               | [ 49 ] |